# Клинтон-Колден

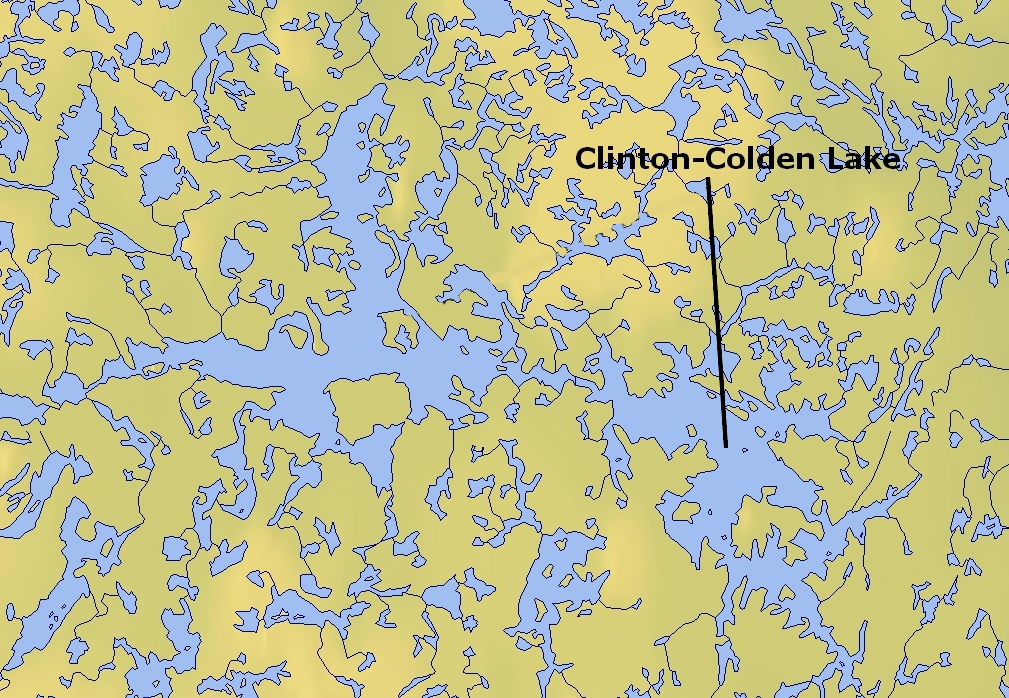
Карта озера Клинтон-Колден. Реально озеро находится на этой карте восточнее (правее). Обозначенное как Клинтон-Колден озеро на самом деле является озером Эйлмер.

Озеро Клинтон-Колден (англ. Clinton-Colden Lake) — озеро в Северо-Западных территориях в Канаде. Расположено на востоке территорий, севернее Большого Невольничьего озера. Соединено с озером Эйлмер широкой протокой. Одно из больших озёр Канады — площадь водной поверхности 596 км², общая площадь — 737 км², девятое по величине озеро Северо-Западных территорий. Высота над уровнем моря 375 метров.
Общая площадь островов составляет 41 км².
В летнее время озеро является одним из центров любительского рыболовства в Канаде. Специализация: озёрная форель и арктический хариус.